# Adecco
The Adecco Group és una companyia de recursos humans amb seu a Zúric, Suïssa. El Grup Adecco dona treball a aproximadament 700.000 treballadors amb contractes temporals i compta amb més de 34.000 empleats propis (a jornada completa) i 5.200 oficines en més de 60 països i territoris al voltant del món.
El Grup Adecco és l'empresa matriu d'un gran nombre de marques a nivell internacional, incloent Adecco, Modis, Spring Professional, Badenoch & Clark, Pontoon, General Assembly, Vettery, YOSS, Adia i Lee Hecht Harrison.
Ofereix diversos serveis que inclouen personal temporal, col·locació permanent, transició professional, re-capacitació i desenvolupament de talent, així com externalizació i consultoria. Els mercats clau del Grup Adecco són França, Amèrica del Nord, Regne Unit i Irlanda, Japó, Alemanya, Àustria, Itàlia, Benelux, Països Nòrdics, Iberia, Austràlia, Nova Zelanda, Suïssa.
A Espanya operen amb les marques del grup: Adecco, Spring Professional, Lee Hecht Harrison i Modis.